# Kyselina thiosalicylová
Kyselina thiosalicylová je organická sloučenina síry obsahující karboxylovou a thiolovou funkční skupinu. Jedná se o žlutou pevnou látku rozpustnou ve vodě, ethanolu, diethyletheru, alkanech, a dimethylsulfoxidu.

## Příprava
Kyselinu thiosalicylovou lze připravit diazotací kyseliny anthranilové, po které se přidává sulfid sodný a jako redukční činidlo, zinek.

## Použití
Kyselina thiosalicylová slouží na přípravu barviva thioindiga a je také surovinou výroby thiomersalu, používaného jako konzervant ve vakcínách. Vyrábějí se z ní i látky patřící mezi možná léčiva na aterosklerózu a melanom.
Další látkou vyráběnou z této kyseliny je benzisothiazolinon.